# Sanfermines
Sanfermines je blagdan koji se proslavlja svake godine u čast sv. Fermina iz Amiensa u Pamploni, glavnom gradu španjolske autonomne zajednice Navare.
Proslava počinje ispaljivanjem rakete naziva chupinazo, s balkona zgrade općine u Pamploni, 6. srpnja u podne, a završava se u ponoć 14. srpnja.
Jedna od najpoznatijih aktivnosti koje se odvijaju za Sanferminese je encinerro (hrv. „zatvaranje“).
Encinerro se sastoji od trčanja na dužini od 850 metara pred bikovima. Trka završava u areni za borbe s bikovima, a bikovi koji su upotrebljeni u encinerru upotrebljavaju se istog dana i u koridi. Encinerrosi se održavaju svakog dana između 7. i 14. s početkom u osam sati ujutro, i traju između dvije i tri minute. Sudionici trče jednu dionicu nastojeći trčati uz bikove ali ih ne dodirnuti. Osobe koje trče encinerro prije početka utrke tri puta pjevaju "Molimo sv. Fermina, našeg zaštitnika, da nas uvede u encierro i da nas blagoslovi" na španjolskom i baskijskom jeziku. Odjeća sudionika u encinerru se sastoji od bijelih hlača, bijele košulje, bijelih cipela i crvene marame koja se nosi oko vrata. Također, neku sudionici se opašu crvenim pojasom. Broj smrtno stradalih od 1924. do 2009. iznosio je 15 osoba. 
U druge aktivnosti tijekom Sanferminesa se ubrajaju ogromne lutke i glave s kojima se pleše ulicama grada. Zadnjeg dana Sanferminesa u ponoć se pjeva pjesma Pobre de mí čime se označava da je svetak završen. Sanfermines ima vrlo staru tradiciju čiji se korijeni nalaze još u srednjem vijeku. 
Američki pisac, Ernest Hemingway, proslavio je ovaj praznik širom svijeta učinivši ga središnjim okruženjem u svom romanu „A sunce izlazi“. Stanovništvo Pamplone se u tim danima popne sa 190.000 na više od 1.500.000.

## Vanjske poveznice
- Webstranica Sanferminesa i ensijero  Arhivirana inačica izvorne stranice od 3. veljače 2004. (Wayback Machine)
- Vodič kroz Sanfermines[neaktivna poveznica]
- Najbolje od Sanferminesa - Pinčos, bikovi i slavlje  Arhivirana inačica izvorne stranice od 26. lipnja 2007. (Wayback Machine)
- Slike